# Lyndsie Fogarty
Lyndsie Fogarty (Brisbane, 17 aprile 1983) è una canoista australiana, vincitrice della medaglia di bronzo ai Giochi olimpici di Pechino 2008 nel K4 500 m.

## Palmarès
- Olimpiadi

Pechino 2008: bronzo nel K4 500 m.